# Балладина
Балладина (англ. Bait) — польсько-американський трилер режисера Даріуша Завісляка. Джерелом натхнення для фільму була робота Юліуша Словацького «Balladyna».